# Nevitta
Flavio Nevitta (latino: Flavius Nevitta; fl. 358-363) è stato un generale e politico romano di età imperiale, magister equitum nel 361-363/364 e console (362).
Nevitta, come molti altri ufficiali dell'esercito romano del tardo impero, era di origine barbarica (germanica o franca) e di religione pagana. Ammiano Marcellino lo descrive come un uomo coraggioso e leale, ma ineducato, noioso e crudele.

## Biografia
Combatté sotto il cesare Giuliano in Gallia, dove ottenne dei successi contro gli Alamanni. Nel 358 era equestris praepositus turmae (comandante di un corpo di cavalleria) in Rezia sotto il comando di Barbazione, quando questi sconfisse gli Iutungi.
Giuliano divenne poi augusto (361), e Nevitta venne elevato al rango di magister armorum, cioè magister equitum per Gallias, come premio per la sua collaborazione con l'imperatore. Quando Giuliano si mosse contro il cugino e imperatore Costanzo II, una dei tre contingenti in cui venne diviso l'esercito venne comandato da Nevitta: muovendosi lungo la Rezia e il Norico, giunse ad inizio ottobre 361 a Bononia, il porto più vicino alla importante città di Sirmio.
Fu uno dei membri del tribunale di Calcedonia che mise sotto processo alcuni membri della corte di Costanzo II, comminando anche alcune condanne a morte. Nel 362 venne onorato con il consolato.
Nel 363 partecipò alla campagna sasanide di Giuliano: al comando della fanteria leggera proteggeva il lato destro della formazione di marcia dell'esercito romano; le sue truppe avevano il compito di connettere il grosso dell'esercito, comandato da Giuliano, alla flotta, che discendeva lungo il fiume; assieme a Dagalaifo si occupò di assediare la città di Maizomalcha, prendendola dopo aver scavato un cunicolo sotto le mura.
Durante la ritirata romana, l'imperatore morì lasciando l'esercito all'interno del territorio nemico; il consiglio dei generali romani dovette decidere un successore: Nevitta, che faceva parte del partito dei fedeli di Giuliano (assieme a Dagalaifo, in opposizione ad Arinteo e a Vittore) votò per nominare imperatore un militare.
Dopo questo concilio, Nevitta non è più nominato dalle fonti; siccome all'elevazione al trono del cristiano Gioviano vennero deposti tutti i comandanti nominati da Giuliano che non fossero cristiani, è probabile che Nevitta abbia abbandonato la vita militare.

### Fonti primarie
- Ammiano Marcellino, Storie
- Zosimo, Storia nuova

### Fonti secondarie
- Demandt, Alexander, "Magister Militum", Paulys Realencyclopädie der classischen Altertumswissenschaft (neue Bearbeitung),  Supplementband XII, pp. 580 e segg.
- Den Boeft, Jan, Philological and Historical Commentary on Ammianus Marcellinus XXIV, BRILL, 2002, ISBN 9004123350.
- Jones, Arnold Hugh Martin, John Robert Martindale e John Morris, The Prosopography of the Later Roman Empire, vol. 1, Cambridge 1971, p. 626.
- Rosen, Klaus, Julian. Kaiser, Gott und Christenhasser, Klett-Cotta, 2006, ISBN 3-608-94296-3, p. 189, 213, 215, 220, 238, 246, 351, 367, 376.